# Turizam u Hrvatskoj
Turizam je u Hrvatskoj jedna od najvažnijih gospodarskih grana. Povijest turizma u Hrvatskoj seže do sredine 19. stoljeća u razdoblje oko 1850. godine. Uspješno se razvijao sve do današnjih dana, a danas je Hrvatska jedno od najposjećenijih i najvažnijih turističkih odredišta Sredozemlja i Srednje Europe.
Slogan kojim se Hrvatska predstavlja na međunarodnom turističkom tržištu glasi: Hrvatska: puna života! (eng. Croatia Full of life).

## Priznanja
Lonely Planet Hrvatsku je proglasio najboljim turističkim odredištem 2005. godine, a časopis National Geographic Adventure Hrvatsku je proglasio najboljim odredištem 2006. godine. Već spomenuti Lonely Planet uvrstio je Hrvatsku među deset najboljih turističkih odredišta za 2024. u kategoriji država.
Reuters je objavio da je Travel Leaders, vodeća tvrtka u prodaji putovanja u Sjedinjenim Američkim Državama, Hrvatsku proglasila najboljom međunarodnim odredišten u Europi 2012. godine.
Prema analizama Googleovih podataka i istraživanja mrežne stranice teflSearch, na kojoj su tijekom 2015. ljudi iz 80 država navodili gdje bi se najradije odmarali, na Hrvatsku se odnosio najveći postotak pretraživanja (2,71%) čime je Hrvatska bila najpoželjnija zemlja za odmor na svijetu tijekom 2015. i 2016.
Prema izboru čitatelja Wanderlusta, Hrvatska je proglašena najpoželjnijim europskim odredištem 2023. U izboru 2024. završila je na drugom mjestu.

## Općenito
Hrvatska obiluje prirodnima ljepotama, otocima kojih je 1 244, nacionalnim parkovima, parkovima prirode, spomenicima pod zaštitom UNESCO-a poput Dioklecijanove palače u Splitu, gradova Trogira i Dubrovnika, Eufrazijeve bazilike u Poreču i Katedrale svetog Jakova u Šibeniku, a najveća prednost u odnosu na konkurenciju je hrvatski dio (istočna obala) Jadranskoga mora s razvedenim, dalmatinskim tipom obale i nizom prirodnih bogatstava. Prema istraživanju Europske agencije za okoliš (EAA-e), provedenome 2022. godine, Hrvatska ima najkvalitetniju vodu na kupalištima u Europi. I blaga sredozemna klima u Hrvatskoj, s toplim ljetom i umjereno hladnom zimom, pogoduje hrvatskom turizmu i njegovom dodatnom razvoju. Turistička ponuda Hrvatske vrlo je raznolika a sastoji se od nautičkog, izletničkog, ronilačkog, kongresnog, kulturnog, ekološkog, seoskog, vjerskog, pustolovnog, zdravstvenog, lovnog ili ribolovnog turizma. U turističkoj ponudi su i višednevna krstarenja na motornim jedrenjacima te vrlo dobro razvijeni naturizam i sve razvijeniji Robinzonski turizam koji osim na kopnu nudi i boravak na usamljenim svjetionicima poput dubrovačkih Grebena ili Palagruže.
U Hrvatskoj je 16. siječnja 2014. godine, prema podatcima Ministarstva turizma, bio 851 kategorizirani turistički objekt, od čega je 605 hotela, 84 kampa, 52 turistička apartmana, 41 turističko naselje, 19 apart-hotela i 50 marina. U svim ovim objektima nešto je više od 100 000 smještajnih jedinica i oko 237 000 stalnih kreveta. U 605 kategoriziranih hotela ukupno je 53 227 smještajnih jedinica i 102 430 kreveta, a među svim hotelima 301 je kategoriziran s tri zvjezdice, 192 s četiri, a pet zvjezdica ima 29 hotela.

## Regionalizacija
Svaka hrvatska turistička regija posebno razvija svoju ponudu u skladun s obilježjima njezinoga okružja. Najznačajnije hrvatske turističke regije jesu Istra, Kvarner, Dalmacija, Dubrovnik zajedno s otocima južnoga Jadrana, Konavlima, Župom dubrovačkom, Dubrovačkim primorjem, Pelješcom te Zagreb i kontinentska Hrvatska.

### Istra
Hrvatski turizam je narazvijeniji u primorskim područjima, poglavito u Istarskoj županiji. Važnija turistička središta, gradovi ili općine Istre u kojima je 2009. godine ostvareno preko milijun noćenja su:
- Rovinj s 2 602 580 noćenja,
- Poreč 2 416 087 noćenja,
- Medulin 1 904 054 noćenja,
- Umag 1 733 287 noćenja,
- Tar-Vabriga 1 399 588 noćenja,
- Vrsar 1 359 751 noćenja,
- Funtana 1 334 883 noćenja,
- Labin 1 133 618 noćenja,
- Pula 1 094 569 noćenja,[11]

### Kvarner
Kvarner je jedna od najrazvijenijih turističkih regija Hrvatske sa 173 000 smještajnih jedinica koje čine oko 20% ukupnih turističkih kapaciteta Hrvatske, a u ovoj se turističkoj regiji ostvaruje oko petina ukupnog hrvatskog turističkog prometa u Hrvatskoj. Tako je 2007. godine zabilježeno više od 2,3 milijuna gostiju, koji su ostvarili oko 11,2 milijuna noćenja, od čega su 87% inozemni gosti. Većina smještajnih jedinica, oko 82 500, se nalazi u obiteljskim domaćinstvima, 38 000 ih je u kampovima, 20 000 u hotelima, a oko 32 500 u ostalim objektima turističke namjene. Na Kvarneru su smještena 104 hotela, 42 kampa i oko 14 600 obiteljskih domaćinstava.

### Dalmacija
Dalmacija je najveća turistička regija Hrvatske u kojoj su smještena tri velika turistička centra. Na sjevernom dijelu se nalazi tri tisuće godina stari grad Zadar, u srednjoj Dalmaciji je smješten grad Split, te na krajnjem jugu Dubrovnik čiji je stariji dio grada na UNESCO-ovom popisu svjetske baštine. Osim spomenutih glavnih turističkih centara u Dalmaciji su smješteni manji turistički centri poput Šibenika, Trogira i Makarske te brojna primorska naselja smještena duž šibenske, zadarske i makarske rivijere. U Dalmaciji su također smještena i četiri hrvatska nacionalna parka Paklenica, Krka, Kornati i Mljet, brojne speleološke lokacije ili ronilačke atrakcije.
Dalmacija je u turističkom svijetu poznata i po brojnim otocima. U sjevernoj Dalmaciji se ističu Kornati i Dugi otok s jezerom Telašćicom na vrhu 146 m visokog klifa, u srednjoj Krapanj, Hvar kao najpoznatiji i najsunčaniji hrvatski otok, Brač s poznatom plažom Zlatni rat, Šolta ili Vis. U južnoj Dalmaciji smjestili su se Korčula, Lastovo, Mljet te Elafitski otoci. I poluotok Pelješac, smješten u južnoj Dalmaciji, predstavlja važan dio hrvatske turističke ponude. Na Pelješcu se nalaze veća turistička naselja poput Stona, Orebića ili Trpnja te brojna manja naselja. Pelješac obiluje vinogradima, a kao svojevrsna atrakcija na Pelješcu postoji Vinska cesta s brojnim vinskim podrumima i vinima najviše kvalitete.
Do sada se smatralo da je moderni turizam u Dalmaciji počeo 10. kolovoza 1844. godine kada je brod austrijskog Lloyda iz Trsta “Baron Sturmer” dovezao u Dubrovnik prvu grupu putnika koji putuju iz zadovoljstva. Međutim, primat Dubrovnika osporen je zahvaljujući Darku Gulinu, šibenskom kroničaru, istraživaču i čuvaru zavičajne baštine koji je ukazao na nepobitne dokaze da je moderni turizam počeo u Šibeniku 42 dana prije nego u Dubrovniku, kada je brod austrijskog Lloyda “Imperatore” dovezao prvu grupu putnika koji putuju iz znatiželje i zadovoljstva, na velebnu šibensku feštu sv. Petra i Pavla.

### Split
Split je posljednjih nekolika godina stekao naziv popularnog turističkog odredišta u kojemu se gosti zadržavaju više dana, i nije samo tranzitni grad.
Prema podacima ECM-a, organizacije koja okuplja oko 120 velikih turističkih gradova Europe, Split je imao najveći godišnji postotak rasta broja dolazaka i noćenja turista. Postao je turistička hit destinacija, posebno mladih. Prosjek zadržavanja turista u Splitu je 3,5 dana. Najviše ih dolazi iz Njemačke. Slijede Francuzi, Talijani te Britanci, potom Španjolci i gosti iz SAD-a. Za uređenje grada, Split je dobio niz domaćih i međunarodnih nagrada turističkih, gospodarskih i drugih udruga.
Split je 2000-ih turistički rastao, izuzev 2009. godine kada je bilo nešto manje dolazaka gostiju zbog Recesija. Split je u 2012. godini ostvario rekordne turističke rezultate – ostvareno je 280 207 turističkih dolazaka, što je 9% više nego u 2011. godini, a 749 168 noćenja je porast od 12%.
Ovaj pomak u turističkim podacima otkriva i ukidanja višegodišnjega poimanja splitskoga turizma kao prijelaznoga odredišta. To se pripisuje velikoj ponudi sadržaja.
Zamjetan je veliki porast broja kreveta u osobnome smještaju za 50% u 2012. godini u odnosu na 2011. godinu, tj., s 3 464 kreveta u 2011. godini na 5 146 kreveta 2012. godine. Broj iznajmljivača povećao se sa 753 na 1 068 u 2012. g što predstavlja rast od 40%. U tim godinama primijetan je porast iznajmljivača u splitskom gradskom središtu i elitnim kvartovima kao što su Meje, Bačvice, Zenta i Žnjan, te u manje atraktivnim kvartovima Visoka, Split 3, Škrape i Blate gdje u ljetnim mjesecima stanove u kojim zimi stanuju studenti popunjavaju turisti po pristupačnim cijenama.
Split je jedinstven u svijetu, jer je udvostručio broj noćenja u 4 godine bez novih hotelskih kreveta.
Broj hostelskih kreveta je u stalnom rastu te je u 2012. godini u odnosu na 2011. godinu narastao 17% sa 624 na 731 ili 107 kreveta.
Aerodrom Resnik bilježi rast od 9% u odnosu na 2011. godinu tj. 1 300 031 putnika naprema 1 425 749 u 2012. godini.
Broj gostiju s kruzera povećao se sa 181 931 u 2011. godini na 228 450 u 2012. godini, što predstavlja rast od 20%.
Luka Split uspješno održava i gotovo svakodnevne trajektne veze s Italijom. Jedna od vrlo čestih veza je Split–Ancona i Ancona–Split. Putovanje na tim relacijama u svojoj ponudi ima nekoliko međunarodnih brodarskih kompanija kao što su Blue Line International i Jadrolinija. 
Luka Split je kao pristanište od osobitoga međunarodnoga i gospodarskoga interesa za Hrvatsku, i iz godine u godinu bilježi porast broja putnika, vozila te brodova kojima je glavno pristanište u Dalmaciji.
S procvatom turizma u Splitu, povećava se i broj restorana, suvenirnica i turističkih agencija.

### Dubrovnik
Najposjećeniji hrvatski grad je Dubrovnik u kojemu je 2011. godine boravilo 631 509 turista koji su u tome razdoblju ostvarili 2 344 426 milijuna noćenja. Dubrovnik godišnje posjeti i oko milijun turista s brodova na kružnim putovanjima. Zrakoplovna kompanija British Airways u svojim je predviđanjima o 10 najpopularnijih turističkih destinacija za 2010. godinu uvrstila Dubrovnik, dok je britanski časopis Marie Claire Dubrovnik uvrstio među 20 najboljih svetskih destinacija za jesenski odmor 2011. godine. Doček 2001. godine u Dubrovniku svrstan je u top 10 svjetskih destinacija za doček Nove godine po CNN-u. Po izboru Huffington Posta, a prema neobičnom kriteriju popularnosti na društvenoj mreži Facebook, analizom preko 200 milijuna komentara korisnika te društvene mreže, Dubrovnik je među top 10 svjetskih turističkih destinacija na visokom drugom mjestu. The New York Times je na svojoj internet stranici objavio popis od 45 svjetskih turističkih top destinacija za 2012. godinu. Dubrovnik je na tom popisu svrstan na 36. mjesto. O popularnosti turističkog Dubrovnika najbolje govori činjenica da su ga, među ostalima, posjećivale i u njemu boravile poznate svjetske zvijezde kao što su Roger Moore, Tom Cruise, Michael Douglas, Catherine Zeta-Jones, Kurt Russell, Goldie Hawn, John Malkovich, Kevin Spacey, Steven Spielberg, Beyonce, Bono Vox, Jon Bon Jovi i brojni drugi.

### Kontinentalna Hrvatska
U ukupnom hrvatskom turističkom prometu 2010. godine, kontinentalne županije, bez Grada Zagreba, sudjelovale su sa svega 528 823 dolazaka što čini 5% ukupnog turističkog prometa i 1 131 964 noćenja što je na razini države promet od 2%. Kontinentalni turizam je manje razvijen prije svega zbog nedostatka kvalitetnih smještajnih kapaciteta, skijališta i zimovališta. Najposjećeniji kontinentalni grad je Zagreb kojega je rekordne turističke sezone 2008. godine posjetilo 705 165 turista koji su ostvarili 1 182 917 noćenja. Najposjećeniji skijaški, ili Hrvatski olimpijski centar, je Bjelolasica. Na Bjelolasici je uređeno 6 skijaških staza, no smještajni kapaciteti su nakon požara s početka 2011. godine smanjeni za 384 kreveta.

## Nacionalni parkovi i parkovi prirode
Na području Hrvatske postoji 8 nacionalnih parkova i 12 parkova prirode koji nadopunjavaju turističku ponudu.
 
Nacionalni parkovi su (po posjećenosti u prvih devet mjeseci 2011. godine):
- Plitvička jezera – 1 012 058 posjetitelja
- Krka – 655 104 posjetitelja
- Brijuni – 143 006 posjetitelja
- Paklenica – 107 151 posjetitelja
- Mljet – 92 778 posjetitelja
- Kornati – 82 380 posjetitelja
- Sjeverni Velebit – 17 218 posjetitelja
- Risnjak – 17 028 posjetitelja

Parkovi prirode:
- Biokovo
- Kopački rit
- Lonjsko polje
- Medvednica
- Papuk
- Telašćica
- Velebit
- Vransko jezero
- Učka
- Žumberak – Samoborsko gorje
- Lastovsko otočje
- Dinara

Osam hrvatskih nacionalnih parkova su u prvih devet mjeseci 2011. godine zabilježili oko 2 123 723 milijuna posjetitelja. Najveći udjel, oko 90% ukupnog broja posjetitelja, čine strani državljani. Plitvička jezera su s 1 012 058 posjetitelja najposjećeniji nacionalni park u prvih devet mjeseci 2011. godine.

## Povijest hrvatskog turizma

### Razdoblje prije Prvog svjetskog rata
Prvi izgrađeni objekt turističke namjene, koji je smatran prvim hrvatskim hotelom, bila je Villa Angiolina u Opatiji čija je gradnja i rekonstrukcija završena 1844. godine. Na Hvaru je 1868. godine osnovano higijeničko društvo pa se ova godina smatra početkom organiziranog turizma na otoku. U Opatiji je 1884. godine otvoren hotel Kvarner, u Crikvenici je 1894. otvoren hotel Therapia, a u Dubrovniku je 1896. otvoren prvi dubrovački hotel Imperial. Već 1914. godine Opatija je zabilježila preko pola milijuna noćenja, a turisti su u tom gradu u prosjeku boravili 20 dana.

### Razdoblje između dva svjetska rata
U Hrvatskoj se postupno počela prepoznavati društvena korist od turizma pa se donosi zakonska regulativa s područja turizma i ugostiteljstva. Tadašnji hotelski kapaciteti su bili uglavnom u vlasništvu stranaca, a čak 80% inozemnog prometa čine turisti iz Čehoslovačke, Mađarske, Austrije, Njemačke, Italije i Engleske.
Godine 1926. prvi put je ostvareno preko milijun noćenja, a 1929. u Hrvatskoj je boravilo više inozemnih gostiju nego domaćih turista. Inozemnih je bilo 52%. Uredba o unaprjeđenju turizma te Odredba o donošenju uvjeta za proglašavanje turističkih mjesta donesene su 1936. godine. Rekordna turistička sezona u ovome razdoblju bila je 1938. kad je zabilježen dolazak 399 608 posjetitelja i 2 719 939 noćenja.

### Razdoblje nakon Drugog svjetskog rata do 1990. godine
Značajniji razvoj inozemnog turizma započinje 1952. godine, ali, iako apsolutni promet raste, Hrvatska po prihodima zaostaje za konkurencijom, a kvaliteta turističke usluge iz godine u godinu pada. Hrvatska je u to vrijeme bila u sastavu Jugoslavije, pa je cjelokupna turistička ponuda ocijenjena kao nepovoljna prema kriteriju "vrijednost za uloženi novac". Školovani kadrovi odlaze na bolje plaćene poslove u inozemstvo, a u ovakvim uvjetima dolazi do razvoja malih privatnih iznajmljivača, pa hrvatsko primorje postaje destinacija za masovni turizam što posebno dolazi do izražaja osamdesetih godina 20. stoljeća.
Ekspanzija izgradnje turističkih kapaciteta traje do 1975. godine i to po stopi rasta za osnovne kapacitete 11,4% i komplemetarne kapacitete po stopi od 9,7%. U tom razdoblju je izgrađeno 69% osnovnih i 72% komplementarnih kapaciteta koje je Hrvatska nudila na turističkom tržištu i 1990. godine. Broj od 68,2 milijuna noćenja hrvatski turizam je zabilježio 1986. godine, dok je 1987. godine zabilježen broj od 10,5 milijuna posjetitelja, što predstavlja najveći broj noćenja i posjetitelja do Hrvatske neovisnosti. Hrvatska je u tome razdoblju ostvarila oko 75% inozemnih turističkih prihoda.

### Razdoblje tijekom Domovinskog rata
Tijekom Domovinskog rata turizam u sad već samostalnoj Hrvatskoj u nekim krajevima poput Istre stagnira, dok u većem dijelu Dalmacije i područja zahvaćenih ratom drastično opada. U razdoblju od 1990. do 1995. godine broj turističkih dolazaka je manji za čak 69,3%, dok je broj ostvarenih noćenja pao za 75%. Rat je turistički promet Hrvatske vratio na razinu šezdesetih godina.
Pregled statističkih podataka hrvatskog turizma od 1990. do 1995. godine
| Godina             |                    | 1990.      | 1991.      | 1992.      | 1993.      | 1994.      | 1995.      |
| Turistički dolasci | Ukupni broj        | 8 497 000  | 2 294 000  | 2 135 000  | 2 514 000  | 3 655 000  | 2 610 000  |
| Turistički dolasci | Udio inozemnih (%) | 83,0%      | 64,8%      | 65,1%      | 66,2%      | 69,2%      | 56,9%      |
| Ostvarena noćenja  | Ukupni broj        | 52 523 000 | 10 471 000 | 11 005 000 | 13 280 000 | 20 377 000 | 13 151 000 |
| Ostvarena noćenja  | Udio inozemnih (%) | 87,2%      | 67,4%      | 70,4%      | 76,0%      | 78,2%      | 66,6%      |

### Razdoblje nakon završetka rata do danas
Nakon rata turizam se počeo oporavljati od velikosrpske agresije pa je u turističkoj sezoni 1996. godine zabilježen blagi rast u odnosu na najbolju ratnu turističku sezonu 1994. godine. Postupno se vraćaju inozemni turisti, najviše iz istočnoeuropskih zemalja, ali sezona traje svega 2 mjeseca. Povratkom turista polako raste i zanimanje stranih ulagača, a ulaskom stranog kapitala jača uloga destinacijskog menadžmenta te marketinški napori promoviranja Hrvatske kao cjelovite i jedinstvene destinacije. Porastom turističkih dolazaka i ostvarenih noćenja rastu i prihodi od turizma, ali i udio prihoda u ukupnom bruto domaćem proizvodu Republike Hrvatske, pa se taj udio s 7,2% iz 1995. godine penje na 17% 2002. godine.
Rekordna turistička sezona s najboljim rezultatima u povijesti Hrvatske je zabilježena 2014. godine kada je Hrvatsku posjetilo i u njoj boravilo 13 100 000 turista koji su ostvarili 73 600 000 noćenja. Te iste godine Hrvatska je od turizma zaradila 7 500 000 000 eura.
Tijekom 2011. godine u prvih deset mjeseci u Hrvatskoj se bilježi ukupno oko 11,1 milijun dolazaka turista što u odnosu na prethodnu godinu predstavlja rast od 8,2%. Broj domaćih turista u tome razdoblju iznosi oko 1,4 milijuna što znači rast od 2,3%. Stranih turista je u istom razdoblju bilo oko 9,7 milijuna što je rast od 9% u odnosu na 2010. godinu.
Navedeni strani i domaći turisti su ostvarili ukupno oko 59,5 milijuna noćenja što u odnosu na 2010. godinu predstavlja rast od 7%. Od toga su domaći turisti ostvarili 5,3 milijuna noćenja (rast 3,1%), a strani 54,3 milijuna noćenja što je porast za 7,4%. Prosječni broj dana boravka po turistu je iznosio 5,4 dana.

## Turisti po zemljama pripadnosti
Hrvatsku kao turističku destinaciju tijekom 2011. godine do listopada najviše su posjećivali i u njoj boravili turisti iz Njemačke koji su ostvarili preko 12 milijuna noćenja. Tradicionalno dobri posjetitelji su i Slovenci, Talijani, Austrijanci i Česi koji su 2011. ostvarili preko 4 milijuna noćenja.
Hrvatsku sve češće posjećuju i turisti iz drugih zemalja a zemlje iz kojih turisti bilježe najveći rast turističkog prometa Republike Hrvatske tijekom 2011. godine su:
- Južna Koreja – 82% više dolazaka i 70% više noćenja
- Brazil – 59% više dolazaka i 52% više noćenja
- Kina – 72% više dolazaka i 49% više noćenja
- Island – 51% više dolazaka i 60% više noćenja
- Turska – 38% više dolazaka i 27% više noćenja
- Finska – 27% više dolazaka i 40% više noćenja

## Turisti i noćenja po vrstama objekata za smještaj
Tijekom 2010. godine turisti su u Hrvatskoj najviše odsjedali u hotelima, potom u privatnom smještaju i kampovima.

## Vanjske poveznice
- Ministarstvo turizma Republike Hrvatske
- Hrvatski turizam
- Hrvatska Travel aplikacija za Android
- Hrvatska na stranicama Lonely Planeta
- hrturizam.hr
- turistickeprice.hr
- turizam24.com